# Mihovil Buterer
Mihovil Buterer je bio trener RNK Split. Trenirao je Crvene dvije sezone: u proljeće 1977., te u jesenskom dijelu iste godine. 